# Гавриил (Стеблюченко)
Архиепи́скоп Гаврии́л (в миру Юрий Григорьевич Стеблюченко; 30 июня 1940, Херсон, Николаевская область, УССР — 20 мая 2016, Благовещенск, Амурская область, Россия) — епископ Русской православной церкви; архиепископ Благовещенский и Тындинский.

## Биография
Родился 30 июня 1940 года в Херсоне. С юных лет посещал Свято-Духов собор в Херсоне, за богослужениями прислуживал в алтаре.
В 1958 году, по окончании средней школы, поступил в Одесскую духовную семинарию, затем — в Ленинградскую духовную академию, которую окончил в 1966 году со степенью кандидата богословия за работу «Взаимоотношения Русской и Англиканской Церквей в свете исторической литературы».
15 июня 1966 года митрополитом Ленинградским Никодимом (Ротовым) пострижен в монашество с наречением имени Гавриил — в честь Архангела Гавриила, 19 июня рукоположен во иеродиакона и назначен на служение в Спасо-Преображенский собор в город Выборг.
В августе 1966 года участвовал в работе съезда христианской молодёжи в городе Лохья, Финляндия. В 1967 году входил в состав делегации на торжествах по случаю 40-летия Покровской и Никольской общин Московского патриархата в Хельсинки.
C 1967 года по август 1968 года был секретарём Русской духовной миссии в Иерусалиме.
В 1968 году митрополитом Никодимом рукоположен во иеромонаха, награждён набедренником и назначен настоятелем Спасо-Преображенского собора в Выборге. 19 августа 1971 года награждён наперсным крестом.
22 января 1972 года назначен настоятелем Троицкого кафедрального собора в Пскове.
7 апреля 1974 года возведён в сан игумена и награждён палицей.

### Наместник Псково-Печерского монастыря
7 апреля 1975 года назначен наместником Псково-Печерского монастыря с возведением в сан архимандрита.
Согласно докладу диссидента, священника Глеба Якунина, архимандрит Гавриил ещё в годы настоятельства в Пскове имел репутацию осведомителя («главстука») КГБ, а «за время наместничества вызвал широкое недовольство монахов, паломников, верующих, ибо он, став наместником, повёл политику на сокращение посещаемости верующими монастыря».
В 1978 году снят с должности наместника, после чего в монастырь с ревизией выехал В. Г. Фуров — заместитель председателя Совета по делам религий при Совете министров СССР, в результате чего решение было аннулировано.

### Архиерей
Определением Священного Синода от 19 июля 1988 года назначен епископом Хабаровским и Владивостокским. Хиротония состоялась 23 июля 1988 года.
Определением Священного синода от 31 января 1991 года временно отстранён от управления епархией. Определением Синода от 25 марта 1991 года почислен за штат и направлен для полного раскаяния в Псково-Печерский монастырь под наблюдение местного архиерея. В течение 3-х лет не разрешено совершать церковного служения.
21 апреля 1994 года назначен епископом Благовещенским и Тындинским.
25 февраля 2003 года возведён в сан архиепископа.
Член Общественной Палаты Амурской области (утверждён постановлением губернатора области).
5 октября 2011 года решением Священного синода избран архиепископом Усть-Каменогорским и Семипалатинским (Казахстанский митрополичий округ).
27 декабря 2011 года решением Священного синода почислен на покой по собственному прошению.
20 мая 2016 года почил в городе Благовещенске, похоронен около алтаря каферального собора города Благовещенска, Амурской области.

## Публикации
- 40-летие патриарших общин в Финляндии // Журнал Московской Патриархии. 1967. — № 5. — С. 15-25. (в соавторстве)
- Требуется повторное христианское просвещение / интервью — ответы: Гавриил, епископ Хабаровский и Владивостокский // Журнал Московской Патриархии. 1990. — № 11. — С. 26-27.
- Храм — прообраз идеального состояния мира и человека // Журнал Московской Патриархии. 1990. — № 11. — С. 42-43
- Слово на освящении храма в честь Благовещения Пресвятой Богородицы, что на Релочном, в городе Благовещенске // Журнал Московской Патриархии. 2003. — № 8. — С. 64.
- Православие на Амуре: Свет Христов просвещает всех. — Благовещенск: Визави, 2006. — 227 с.

## Награды
церковные
- орден свв. апп. Петра и Павла Антиохийской православной церкви (1974)
- орден св. кн. Владимира III степени (1975)
- орден прп. Сергия Радонежского II степени (1980) и I степени (1989), именная панагия (1982)
- орден св. кн. Даниила Московского II степени (1990)
- орден свт. Иннокентия Московского III степени (2000)
- орден прп. Серафима Саровского II степени (2005)
- памятная медаль «1020-летие Крещения Руси» (2008)
- медаль св. кн. Владимира (2015)

светские
- Орден Почёта (11 августа 2000 года) — за большой вклад в укрепление гражданского мира и возрождение духовно-нравственных традиций[5]
- награды Новосибирского областного комитета защиты мира (1975)
- почётная серебряная медаль СФМ (1980)